# ستيفان ماهي
ستيفان ماهي (بالفرنسية: Stéphane Mahé)‏ هو لاعب كرة قدم فرنسي في مركزي ظهير ‏ والدفاع، ولد في 23 سبتمبر 1968 في بوتو في فرنسا. لعب مع باريس سان جيرمان وستاد رين ونادي أوكسير ونادي سلتيك وهارت أوف ميدلوثيان.

## وصلات خارجية
- ستيفان ماهي على موقع قاعدة بيانات كرة القدم.إي يو (الإنجليزية)
- ستيفان ماهي على موقع ليكيب (الفرنسية)
- ستيفان ماهي على موقع Soccerbase.com (لاعب) (الإنجليزية)
- ستيفان ماهي على موقع عالم كرة القدم.نت (الإنجليزية)